# Trinquete (náutica)

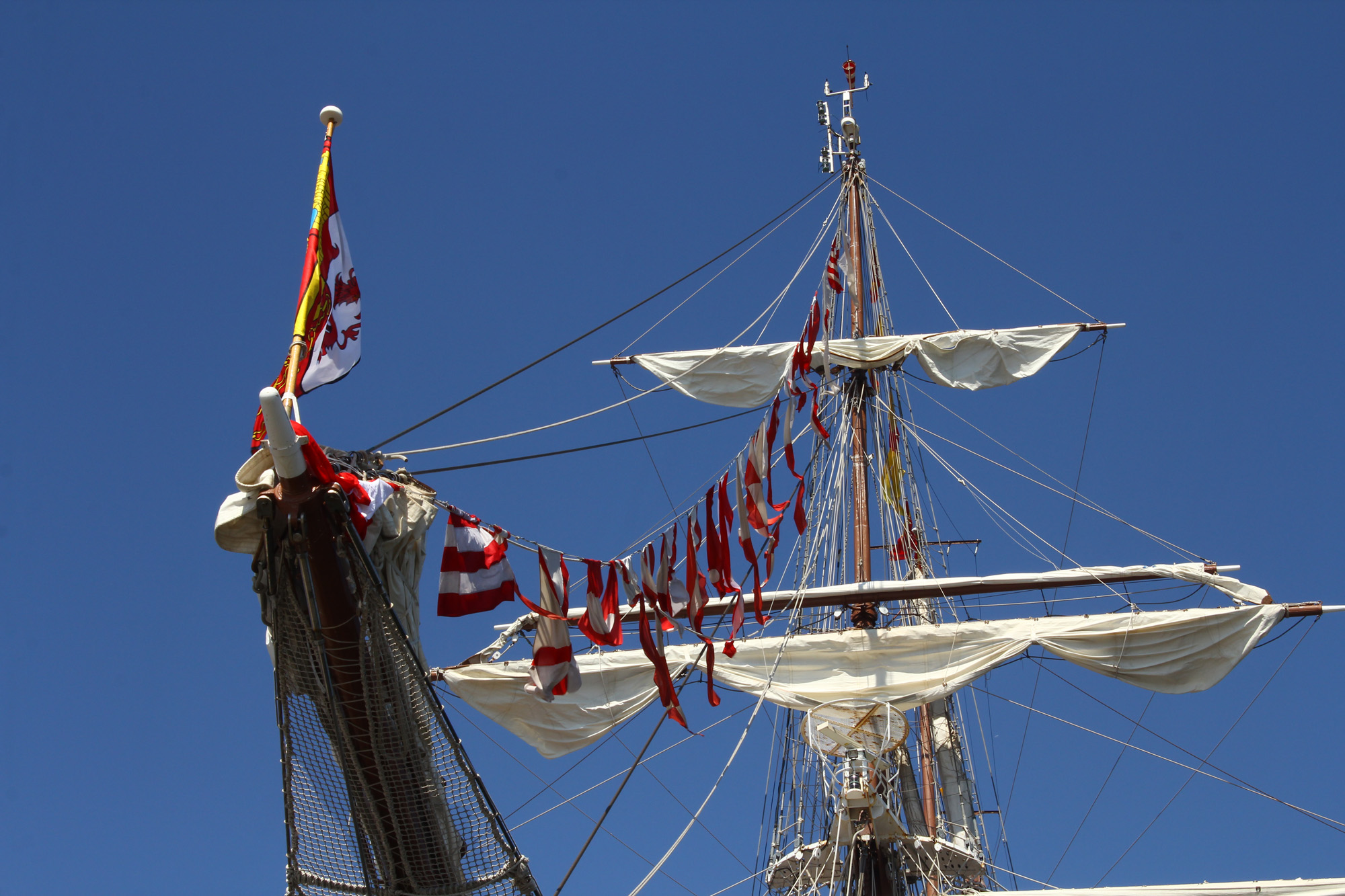
Bauprés y trinquete del Buque Escuela Juan Sebastián de Elcano

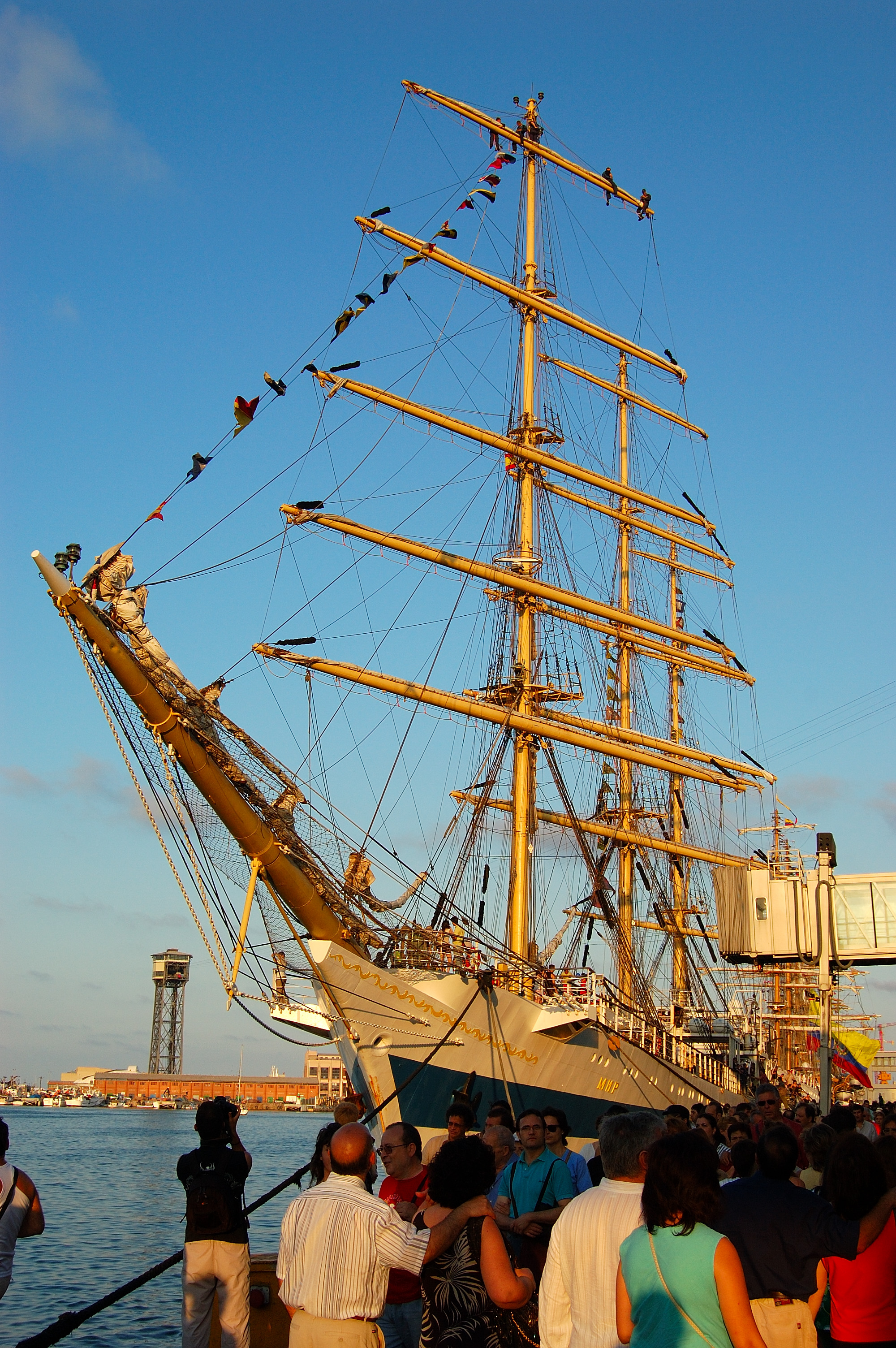
Trinquete en primer plano

En náutica, el trinquete (antiguamente triquete) es el mástil vertical que se arbola inmediato a la proa en las embarcaciones que tienen más de un mástil.

## Descripción
También reciben ese nombre la verga correspondiente a dicho palo y la vela que se enverga en ella.

## Clases de Vela Trinquete
Se distinguen los distintos tipos de trinquetes: 
- Trinquete redondo: es la vela de trinquete en las embarcaciones de cruz, a diferencia de trinquete cangrejo que se llama la del mismo palo en goletas, bergantines-goletas y paquebotes.
- Trinquete cangrejo: se da también este nombre a una vela de capa que muchos buques mayores largan envergándola en un pico izado por la cara de popa del palo trinquete.
- Trinquete de correr: es la vela más pequeña que la ordinaria de trinquete que se envergaba en lugar de ésta para correr un tiempo.
- Trinquete de tangon: es el trinquete redondo cuyos puños van cazados en los penoles de una verga atravesada de banda a banda al pie del palo trinquete la cual sustituye a los pescantes de amuras en algunos buques mercantes de poco porte.

## Expresiones relacionadas
- Correr con el trinquete a dos puños: correr un temporal llevando el trinquete largo con su verga braceada en cruz y sus escotas cazadas por igual a una y otra banda.
- Ir, navegar (o más propiamente, correr) con el trinquete en calzones. Cuando se va corriendo un temporal con el trinquete a dos puños, es cargar los brioles del medio de esta vela, sujetar la cruz y cazar por uno y otro lado las escotas, para que los bolsos que puedan hagan caminar a la embarcación.
- De trinquete a trinquete: frase o expresión de mucho uso y que indica el tiempo que media desde que se larga el trinquete en un puerto hasta que se recoge el mismo en otro después de campaña o viaje.